# 1080
| 1080               |
| ------------------ |
| Dødsfald - Fødsler |
|                    |

| Gregoriansk kalender | 1080 MLXXX              |
| Ab urbe condita      | 1833                    |
| Armensk kalender     | 529 ԹՎ ՇԻԹ              |
| Kinesiske kalender   | 3776 – 3777 己未 – 庚申 |
| Etiopisk kalender    | 1072 – 1073             |
| Jødisk kalender      | 4840 – 4841             |
| Hindukalendere       |                         |
| - Vikram Samvat      | 1135 – 1136             |
| - Shaka Samvat       | 1002 – 1003             |
| - Kali Yuga          | 4181 – 4182             |
| Iransk kalender      | 458 – 459               |
| Islamisk kalender    | 472 – 473               |

Konge i Danmark: Harald 3. Hen 1076-1080 og Knud den Hellige 1080-1086
Se også 1080 (tal)

## Begivenheder
- 17. april - Kong Harald 3. af Danmark dør, og tronen efterfølges af Knud den Hellige, der siden bliver den første dansker, som kåres som helgen

## Født
- Adelard af Bath - Engelsk videnskabsmand og filosof
- Asser Rig Hvide – Sjællandsk høvding (født ca. 1080).

## Dødsfald
- 17. april – kong Harald 3 Hen – begraves i Dalby kirke i Skåne.